# Туракулов, Ураз Холматович
Ураз Холматович Туракулов (28 января 1963, Курган-Тюбе, Таджикская ССР, СССР) — советский футболист, таджикский тренер по футболу. Мастер спорта СССР (1991). Заслуженный тренер Республики Таджикистан (2006). Главный тренер клуба «Худжанд».

## Биография
Футбольную карьеру начал в Курган-Тюбе. С 1979 по 1983 играл за Пахтакор (Курган-Тюбе) во 2-й лиге 7-й зоны чемпионата СССР на позиции защитника.
В 1979 и 1983 в составе молодёжной сборной Таджикистана побеждал на Кубке Переправы в г. Сочи. В 1983 году присвоено звание кандидата в мастера спорта СССР. В 1984 году Ю. П. Сёмин (бывший главный тренер душанбинского «Памира» тех времён) пригласил Ураза Туракулова в команду «Памир» (Душанбе), которая выступала в Первой лиге Чемпионата СССР. В 1985 году выступал за армейскую команду «Звезда» (Таллин). В 1986 году вернулся в «Вахш», где играл до 1991 года.
С 1994 — главный тренер «Вахша». В 1997 году «Вахш» выиграл чемпионат Таджикистана и стал обладателем Кубка Таджикистана под руководством Туракулова. В 2005 году команда вновь стала чемпионом страны. В 1996—2004 — тренер национальной сборной Таджикистана. С 2008 — главный тренер «Худжанда». В первый год команда завоевала Кубок страны и стала бронзовым призёром чемпионата Таджикистана. В 2009 году вновь стала бронзовым призёром чемпионата Таджикистана.

## Достижения
Как тренера:
- чемпион Таджикистана 1997, 2005
- обладатель Кубка Таджикистана 1997, 2008